# OEL Manga
OEL Manga (von „original English language manga“, dt. etwa „Manga aus dem englischen Sprachraum“) sind Comics, die – im englischen Sprachraum entstanden – von japanischen Comics beeinflusst oder geprägt sind.

## Charakteristik, Abgrenzung und Bezeichnung
Wesentliche Charakteristiken sind, dass Stilelemente des Mangas übernommen werden: im Charakterdesign ohne übertriebene Muskeldarstellung, runderem Gesicht und größeren Augen; im dynamischeren Seitenlayout und einem cineastischen Erzählstil. Es treten Anspielungen an die japanische Kultur oder gar japanische Figuren und Themen auf. Sie werden oft zum Manga im weiteren Sinne gezählt und auch einfach als Manga bezeichnet. Die Fachliteratur differenziert, jedoch nicht immer, zwischen Manga – japanischem Comic – und den davon beeinflussten Comicgattungen. Die Bücher werden in Buchläden üblicherweise gemeinsam mit Mangas präsentiert. Dies ist möglicherweise aber auch nur Folge des Buchformats, das OEL Manga mit ihren Vorbildern teilen und das sie von den üblichen amerikanischen Comicheften unterscheidet.
Für solche Comics aus Amerika gibt es auch die Bezeichnung Amerimanga oder Ameri-manga, wobei diese nur noch wenig verwendet werden. Daneben gibt es ähnliche Bezeichnungen für vom japanischen Comic beeinflusste Werke aus anderen Ländern und Kulturräumen oder international, wie „ManFra“, „Welt-Manga“ (bzw. „World Manga“), „Westlicher Manga“ oder OGM („original global manga“). Die Bezeichnung „Internationaler Manga“ wird vom japanischen Außenministerium zusammenfassend für derartige Produktionen von außerhalb Japans verwendet. Jason Bainbridge und Craig Norris erklären die Entstehung von OEL Manga und ähnlichen Strömungen durch die Tendenz und Fähigkeit von Manga – begriffen als ein System von Stilmerkmalen und Erzählstrategien – zur Indigenisierung und Denationalisierung, welche ein Teil des Erfolgsrezepts von Manga weltweit seien. Einen wesentlichen Einfluss hatte dabei die international verbreitete Reihe How to draw Manga, die einen standardisierten Manga-Stil etabliert hat.

## Entwicklung
Seit den 1980er Jahren erscheinen in den USA Comics, die durch Mangas beeinflusst wurden. Doch war der Einfluss zunächst nur geringfügig und der Markt für Eigenproduktionen in erkennbarer Manga-Ästhetik, wie auch zunächst für Mangas selbst, nur eine kleine Nische. In den 1990er Jahren nahm der Einfluss auf die Gestaltung der Seiten und das Charakterdesign amerikanischer Serien zu, so wurde der Erzählfluss cineastischer und/oder der Gebrauch von Rasterfolie. Der Zeichner Art Spiegelman stellte fest, dass nach seinem Eindruck die Augen in amerikanischen Comics ihren japanischen Vorbildern folgend immer größer wurden. 1993 erschien bei Viz eine erste Reihe mit Comics im Mangastil von amerikanischen Zeichnern, unter dem Titel American Manga oder Amerimanga. Seit etwa 2003 förderten die amerikanischen Manga-Verlage Tokyopop und Seven Seas Entertainment Eigenproduktionen und machten dieses Segment erstmals am Markt sichtbar. Der amerikanische Verlag Marvel Comics brachte bereits 2000 bis 2002 sowie nochmal 2005 und 2006 mit der Serie „Mangaverse“ Manga-inspirierte Versionen seiner Superhelden auf den Markt. 2003 folgte der Imprint Tsunami, dessen Angebot jedoch nicht wie erwartet angenommen wurde und der im gleichen Jahr nach sieben Titeln wieder eingestellt wurde. 2012 startete DC Comics mit Ame-Comi Girls eine Serie, in der die weiblichen Superhelden des Verlags in Mangastil auftreten.
Auch in Australien entstanden ab 2000 diverse OEL Manga und einige Magazine. Die Serie The Dreaming gehörte zu den bestverkauften Veröffentlichungen von Tokyopop in Australien und Hollow Fields wurde 2007 für den Internationalen Manga Award nominiert. In beide Werke sind nicht nur Einflüsse aus japanischen Comics, sondern auch aus klassischen westlichen Horrorfilmen und der australischen Kultur eingegangen. In Großbritannien erschienen von 2007 bis 2009 OEL Manga-Adaptionen der Werke von Shakespeare als Manga Shakespeare mit großem Erfolg. In dieser Reihe wurde auch der in Japan übliche, deutlich intensivere Einfluss eines Redakteurs auf das Werk eingeführt und sich am japanischen Produktionsprozess orientiert.

## Magazine
Kurz vor seiner Schließung veröffentlichte der amerikanische Verlag Studio Ironcat eine Magazin-Serie mit dem Namen AmeriManga. Ein paar von den Titeln in dieser Zusammenstellung wurden seitdem in anderen Formaten, von anderen Firmen, darunter Tokyopop, veröffentlicht.
Andere Amerimanga-Magazine werden heute noch veröffentlicht, inklusive EigoMangas SakuraPakk- und RumblePakk-Titel; Mangazine und Shoujo. Internationale Magazine desselben Typs umfassen Großbritanniens MangaMover und Sweatdrop; die australische Publikationen Xuan Xuan, Moshi Moshi (2000–2005) und Oztaku (seit 2003) und das kanadische Magazin Kitsune.

## Bedeutende Werke
- 1987: Ninja High School von Ben Dunn
- 1989: The Dirty Pair von Toren Smith und Adam Warren
- 1992: Gold Digger von Fred Perry
- 1994: Bubblegum Crisis von Adam Warren
- 2000: Megatokyo von Fred Gallagher
- 2000: Marvel Mangaverse
- 2003: Death: At Death's Door von Jill Thompson[5]
- 2005: Bizenghast von M. Alice LeGrow
- 2005: Dramacon von Svetlana Chmakova
- 2005: Peach Fuzz von Lindsay Cibos und Jared Hodges
- 2005: The Dreaming von Queenie Chan
- 2005: Warcraft: The Sunwell Trilogy von Richard A. Knaak und Kim Jae-hwan
- 2006: Return to Labyrinth von Jake T. Forbes
- 2007: Hollow Fields von Madeleine Rosca
- 2007: My Dead Girlfriend von Miles Bolton
- 2008: In Odd we trust von Dean Koontz und Queenie Chan
- 2012: Ame-Comi Girls